# Анбиндер, Суламифь Израилевна
Суламифь Израилевна Анбиндер (21 октября 1904, Рыбница, Подольская губерния — 1977) — советский скульптор.

## Биография
Суламифь Анбиндер родилась 21 октября 1904 года в местечке Рыбница (Балтский уезд). В 1923—1925 годах училась в Харьковском художественном техникуме. В 1925—1929 годах училась в ленинградском Вхутеине у В. В. Лишева, А. Т. Матвеева и Л. В. Шервуда. Её дипломной работой стала скульптура «Баррикады». В 1929 году вступила в Объединение молодёжи Ассоциации художников революционной России. В художественных выставках начала участвовать с 1932 года (Харьков).
В 1930-х годах выполнила горельефы «Пение» и «Трагедия» для оформления фасада Днепропетровского театра, в которых, по мнению скульптора Л. Д. Муравина, чувствовалась большая пластичность и весомость, но не хватало образности.
Скончалась в 1977 году. В конце 1980-х её брат Самуил Израилевич Анбиндер передал более ста скульптурных работ своей сестры в дар Харьковскому художественному музею.

## Отзывы
Скульптор Л. Д. Муравин в 1938 году так отзывался о С. И. Анбиндер:
Это одарённый и серьёзный художник. … Обладая ценным качеством — чувством целого, работы Анбиндер страдают всё же отсутствием анатомической заострённости формы

## Работы
- «Осоавиахимовка» (1932)[1]
- рельеф «Рабочий» (1934)[1]

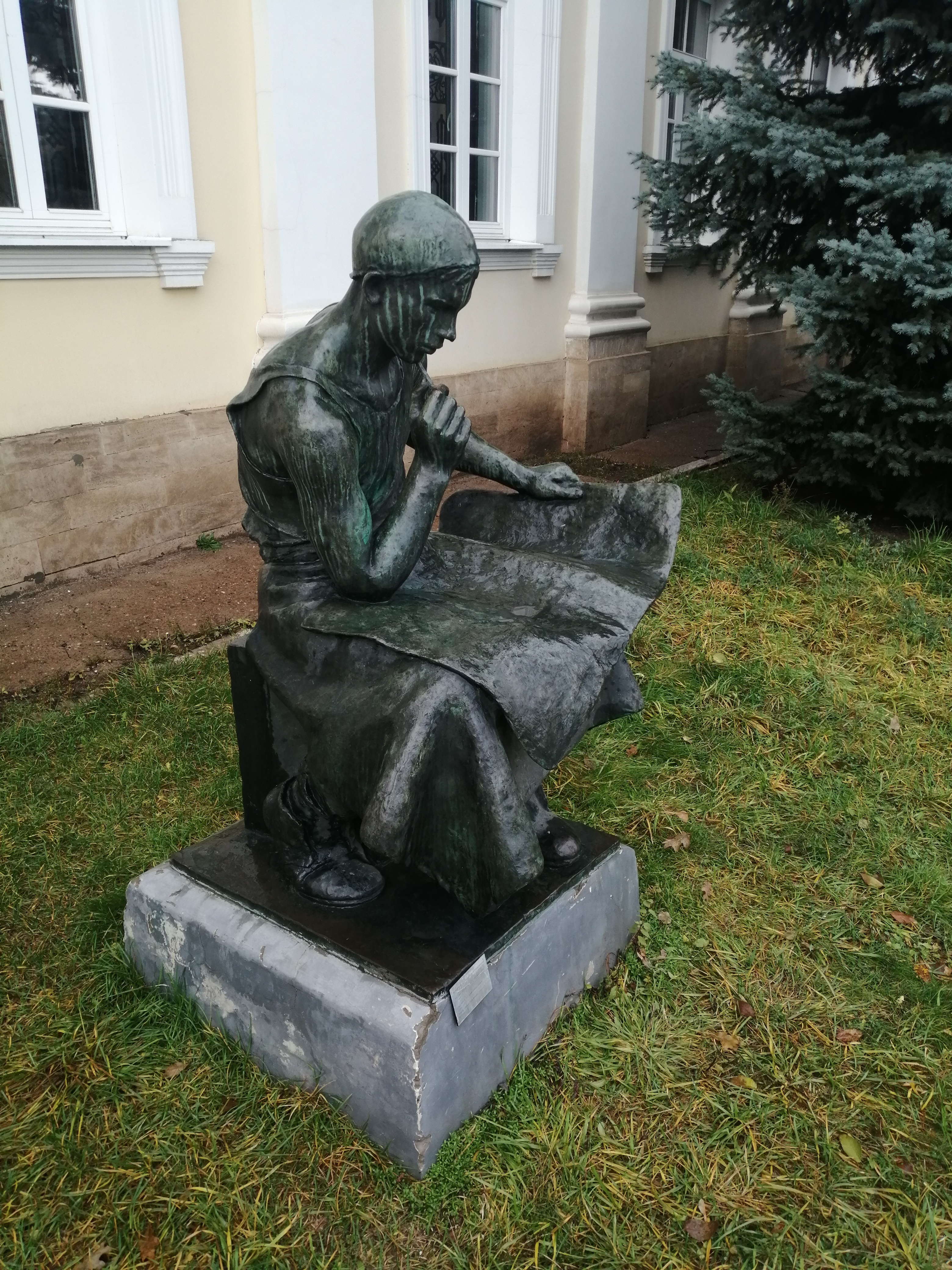
Скульптура «Молодой рабочий» у входа в Оренбургский областной музей изобразительных искусств

- барельеф «Встреча Ленина на Финляндском вокзале» (совместно с Л. В. Лопатинской[укр.], 1934—1935)[1]
- группа «Мать» (1938—1939)[1]
- «Читающий мальчик» (1939—1940; утрачен во время Великой Отечественной войны)[1]
- «Портрет профессора В. К. Модестова» (1944)[1]
- «Сталевар завода „Серп и молот“ А. С. Субботин» (1949)[1]
- «Рабочий и крестьянин» (1950)[1]
- «Каменщик» (1954—1955)[1]
- «Вальцовщик» (1957)[1]
- «Молодой рабочий» («В перерыве», 1959—1960)[1]. Ныне стоит у входа в Оренбургский областной музей изобразительных искусств[4].
- «Металлург» (1962—1964)[1]